# K-560 Severodvinsk
Pour les articles homonymes, voir Krasnoïarsk.
Le Severodvinsk (pennant number : K-560) est un sous-marin nucléaire d'attaque de classe Iassen de la Marine russe, le navire de tête de la classe. Le sous-marin est nommé d’après la ville de Severodvinsk. Il est déployé au sein de la flotte du Nord russe.

## Historique
La construction du sous-marin a commencé en 1993 et il devait être lancé en 1998. Cependant, des problèmes budgétaires ont retardé la construction pendant des années, et elle n’a été lancée que le 15 juin 2010. Le Severodvinsk a commencé ses essais en mer le 12 septembre 2011 et il est revenu de son premier voyage le 6 octobre 2011.
Le 7 novembre 2012, le Severodvinsk a lancé avec succès un missile de croisière Kalibr (version antinavire) en immersion sur une cible maritime en mer Blanche,. Plus tard dans le mois, le sous-marin testa avec succès deux missiles de croisière Kalibr supplémentaires (version d’attaque terrestre). Les lancements ont eu lieu le 26 novembre 2012 en surface et deux jours plus tard en immersion.
Le Severodvinsk a été remis à la marine russe à la fin du mois de décembre 2013. La cérémonie de hisser des couleurs a eu lieu le 17 juin 2014, marquant son entrée en service dans la marine russe[réf. souhaitée].
En novembre 2014, le sous-marin a testé avec succès sa capsule de sauvetage qui a fait surface depuis une profondeur de 40 mètres avec cinq membres d’équipage à l’intérieur,,.
Le Severodvinsk est devenu prêt au combat au début de l’année 2016. À la fin du mois d’avril 2016 et en août 2017, il a mené des exercices à l’aide de missiles de croisière 3M14,.
Le 28 mars 2019, il a lancé un missile de croisière 3M-54 Kalibr depuis une jetée de son port d'attache. Auparavant, de tels lancements n’étaient pas possibles. Le sous-marin a de nouveau lancé un missile de croisière Kalibr lors de l’exercice nucléaire stratégique Grom-2019 le 17 octobre 2019.
À l’automne 2019, il aurait participé aux plus grands exercices sous-marins russes de l’après-guerre froide. Les exercices, parfois qualifiés d’opérations, comprenaient dix sous-marins, dont deux diesel-électriques et huit nucléaires. Les huit sous-marins nucléaires constituaient l’ensemble de la flotte de sous-marins nucléaires non stratégiques disponibles de la flotte du Nord à cette époque. L’opération était censée tester la capacité de la Russie à percer la brèche de GIUK sans être détectée et à naviguer dans l’océan Atlantique, un peu comme les opérations Aport et Atrina en 1985 et 1987, respectivement, lorsque les Soviétiques ont déployé plusieurs SNA près de la côte américaine avant la rencontre Gorbatchev-Reagan. Cette fois, l’opération a commencé une semaine avant que le commandant de la flotte russe du Nord, Aleksandr Moïsseïev, et le ministre des Affaires étrangères russe, Sergueï Lavrov, ne rencontrent leurs homologues norvégiens à Kirkenes, en Norvège. L’opération devait durer jusqu’à deux mois,.
Selon des sources du ministère de la Défense de la fédération de Russie, à la fin de l’année 2019, le Severodvinsk s’est entraîné à des tirs de missiles en immersion, en surface et en croisière dans l’Arctique.
Le 5 février 2021, il a touché avec succès une cible côtière sur le terrain d’entraînement de Tchiza, dans l'okroug urbain d'Arkhangelsk, avec un missile 3M-54 Kalibr. En octobre 2021, le sous-marin aurait effectué un lancement réussi du missile hypersonique Zircon depuis la mer Blanche sur une cible située dans la mer de Barents.
En juillet 2022, le sous-marin a été surveillé à la surface par les forces navales de l’OTAN alors qu’il transitait de la flotte du Nord vers la mer Baltique en compagnie du sous-marin de classe Akula K-157 Vepr. En août 2022, des sources de la marine italienne ont signalé la détection d’un sous-marin nucléaire, le Severodvinsk, immergé en mer Méditerranée au sud de la Sicile, ce qui en fait le premier sous-marin nucléaire russe à naviguer en Méditerranée depuis les Koursk et Tomsk en 1999,,.